# Jan Barentsz. Muyckens
Jan Barentsz. Muyckens (Leiden, 30 mei 1595 - Amsterdam, 2 mei 1665) was een Nederlandse kunstschilder en etser die woonde en werkte in Amsterdam. Hij was de zoon van een monnik die rond 1580 op het Lutherse geloof was overgegaan. Zelf was hij eveneens de Lutherse leer toegedaan.
Hoewel Muyckens een vrij lange loopbaan heeft gehad, is er maar een klein gedeelte van zijn oeuvre bewaard gebleven. In de collectie van het Rijksmuseum bevinden zich enkele etsen. Van de schilderijen bevinden zich in openbare collecties: een 'Droom van keurvorst Frederik de Wijze' (1643, Museum Catharijneconvent) en een portret van een echtpaar achter een klavechord (1648, Gemeentemuseum Den Haag).

Werken van Jan Barentsz. Muyckens
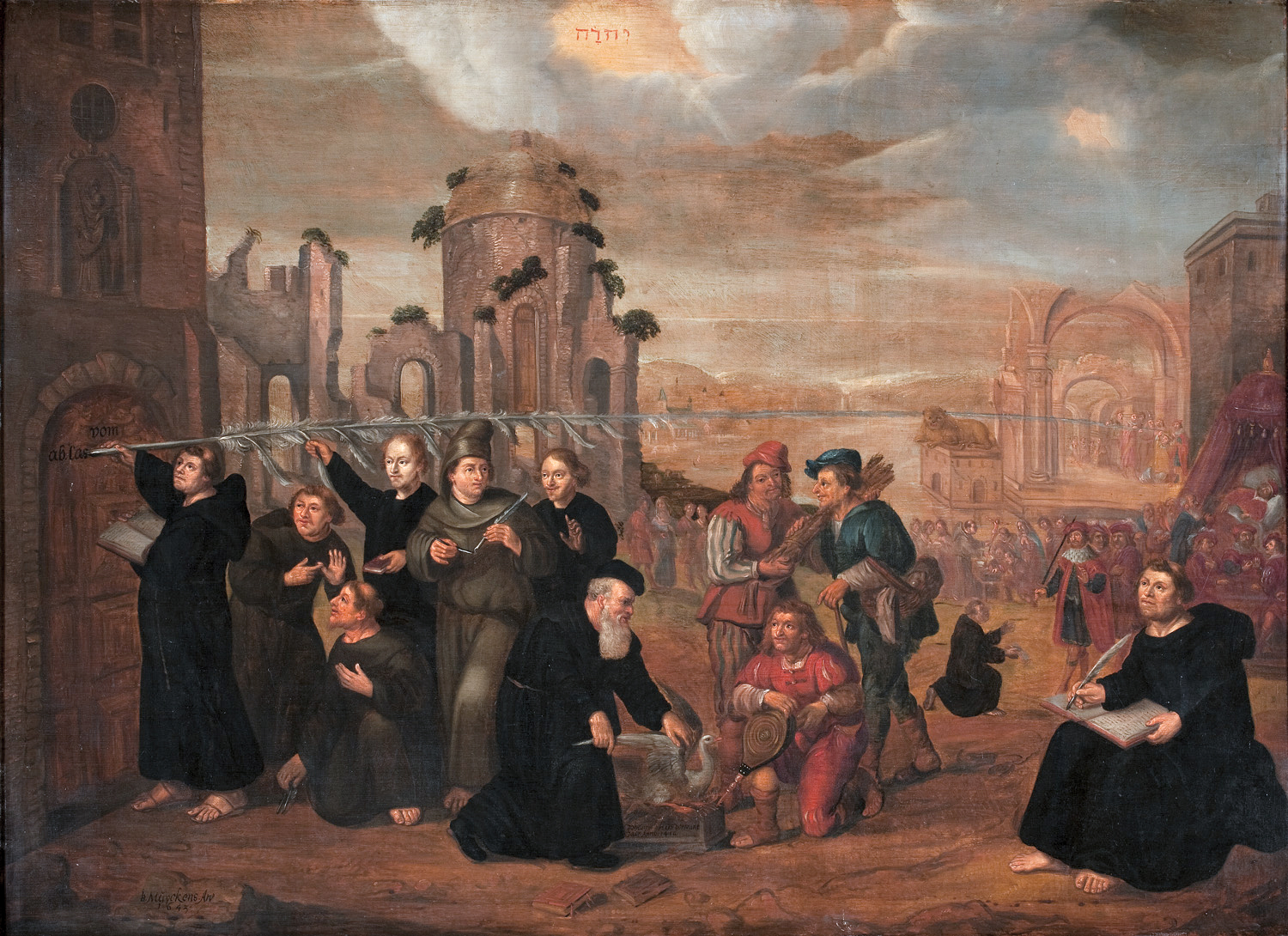
De droom van keurvorst Frederik de Wijze